# Il curato del villaggio
Il curato del villaggio ((FR) Le Curé de village) è un romanzo di Honoré de Balzac pubblicato per la prima volta a puntate su La Presse a partire dal 1839, per poi uscire in volume nella sua versione definitiva nel 1841. Fa parte delle "Scene di vita di campagna" de La commedia umana.
La storia è stata concepita dall'autore come una sorta di romanzo poliziesco: un misterioso omicidio viene commesso e ne viene offerta la soluzione solamente verso la fine della vicenda. Sono qui presenti temi già sviluppati precedentemente da Balzac, soprattutto ne Il medico di campagna, ad esempio su come migliorare le condizioni di vita degli agricoltori e la redenzione attraverso l'altruismo e il dono totale di sé.

## Trama
Véronique Graslin va ad espiare il suo passato colpevole di peccatrice adultera nel piccolo villaggio di Montegnac, nella regione centrale della Francia chiamata Limosino. Ha lasciato il proprio amante, condannato a morte, senza rivelare la sua partecipazione al crimine ch'egli aveva commesso.
Jean-François Tascheron, l'assassino, è un contadino che cercava col suo delitto di reperire i fondi necessari per poter così realizzare una fuga d'amore all'estero con l'amata Véronique. L'uomo durante tutta la durata del processo non fa mai menzione del nome della donna e finisce per esser condannato alla ghigliottina.
La donna si ritira in un monastero sotto la direzione di padre Bonnet, cercando in tal maniera di riscattare la colpa che l'assilla consacrando la vita al prossimo più bisognoso. Ella viene così a donare tutta la propria fortuna aiutando il buon padre, compresa tutta una serie di opere d'irrigazione per fertilizzare le terre aride del paese 
Véronique vivrà fino all'ultimo giorno in completa solitudine in una condizione quasi monacale; solo poco prima di morire confessa pubblicamente in chiesa i motivi delle azioni sue e dell'uomo che ha amato.